# گرگ اوراسیایی
گرگ اوراسیایی (نام علمی: Canis lupus lupus) نام یک زیرگونه از گونه گرگ است.
این گرگ یکی از بزرگ‌ترین نژادهای گرگ و بومی اروپا و آسیا است که در کشور روسیه به فراوانی یافت می‌شود این گرگ در کنار گرگ دره مکنزی بزرگ‌ترین زیرگونهٔ گرگ است. وزن بزرگ‌ترین این گرگ به ۸۰ کیلوگرم هم رسیده است.